# Bavayia cyclura
Bavayia cyclura — вид геконоподібних ящірок родини диплодактилідів (Diplodactylidae). Ендемік Нової Каледонії.

## Поширення і екологія
Bavayia cyclura мешкають в прибережних районах на заході Нової Каледонії, а також на сусідніх острівцях. Вони живуть в сухих тропічних лісах і мангрових заростях, на висоті до 900 м над рівнем моря. Ведуть нічний, деревний спосіб життя.

## Збереження
МСОП класифікує цей вид як такий, що перебуває під загрозою зникнення. Bavayia cyclura загрожує знищення природного середовища і хижацтво з боку інтродукованих мурах Wasmannia auropunctata.